# Мічурінська сільська рада (Вознесенський район)
Мічу́рінська сільська́ ра́да — адміністративно-територіальна одиниця та орган місцевого самоврядування в Вознесенському районі Миколаївської області. Адміністративний центр — село Щербанівське.

## Загальні відомості
- Населення ради: 660 осіб (станом на 2001 рік)

## Населені пункти
Сільській раді підпорядковані населені пункти:
- с. Щербанівське
- с. Трудове

## Склад ради
Рада складається з 14 депутатів та голови.
- Голова ради:
- Секретар ради: Жук Валентина Леонідівна

### Керівний склад попередніх скликань
| Прізвище, ім'я, по батькові | Основні відомості                                            | Дата обрання | Дата звільнення |
| --------------------------- | ------------------------------------------------------------ | ------------ | --------------- |
| Гончаров Юрій Анатолійович  | Сільський голова, 1968 року народження, безпартійний         | 26.03.2006   | 31.10.2010      |
| Мустафіна Аліна Анатоліївна | Сільський голова, 1970 року народження, член Партії регіонів | 31.10.2010   | 29.01.2015      |

Примітка: таблиця складена за даними сайту Верховної Ради України

### Депутати
За результатами місцевих виборів 2010 року депутатами ради стали:

#### За суб'єктами висування
| Суб'єкт висування         | Кількість обраних депутатів | %    |
| ------------------------- | --------------------------- | ---- |
| Партія регіонів           | 12                          | 85,7 |
| Самовисування             | 1                           | 7,1  |
| Українська Народна Партія | 1                           | 7,1  |

#### За округами
| № округу                  | Прізвище, ім'я, по батькові   | Дата визнання обраним | Освіта  | Партійна приналежність           | Відомості про обраного депутата                                                 |
| ------------------------- | ----------------------------- | --------------------- | ------- | -------------------------------- | ------------------------------------------------------------------------------- |
| Партія регіонів           |                               |                       |         |                                  |                                                                                 |
| 1                         | Кожухар Світлана Степанівна   | 04.11.2010            | середня | член Партії регіонів             | тимчасово не працює                                                             |
| 2                         | Ракуленко Оксана Вікторівна   | 04.11.2010            | середня | позапартійна                     | тимчасово не працює                                                             |
| 3                         | Бондар Евеліна Вікторівна     | 04.11.2010            | вища    | член Партії регіонів             | Щербанівська сільська бібліотека № 2, завідувачка                               |
| 4                         | Ященко Олена Миколаївна       | 04.11.2010            | середня | член Партії регіонів             | Мічурінський центр праці та соціального захисту населення, соціальний працівник |
| 5                         | Жук Валентина Леонідівна      | 04.11.2010            | вища    | позапартійна                     | Мічурінська сільська рада, секретар сільської ради                              |
| 6                         | Жук Станіслав Миколайович     | 04.11.2010            | середня | позапартійний                    | тимчасово не працює                                                             |
| 8                         | Фесенко Іванна Петрівна       | 04.11.2010            | середня | член Партії регіонів             | тимчасово не працює                                                             |
| 10                        | Бодюл Надія Миколаївна        | 04.11.2010            | середня | член Партії регіонів             | тимчасово не працює                                                             |
| 11                        | Лобов Андрій Володимирович    | 04.11.2010            | середня | член Партії регіонів             | тимчасово не працює                                                             |
| 12                        | Гураль Анатолій Андрійович    | 04.11.2010            | середня | член Партії регіонів             | тимчасово не працює                                                             |
| 13                        | Георгіце Світлана Миколаївна  | 04.11.2010            | середня | член Партії регіонів             | тимчасово не працює                                                             |
| 14                        | Бєжан Галина Володимирівна    | 04.11.2010            | середня | член Партії регіонів             | тимчасово не працює                                                             |
| Українська Народна Партія |                               |                       |         |                                  |                                                                                 |
| 9                         | Конторський Петро Федорович   | 04.11.2010            | вища    | член Української Народної Партії | тимчасово не працює                                                             |
| Самовисування             |                               |                       |         |                                  |                                                                                 |
| 7                         | Ракуленко Світлана Григорівна | 10.01.2011            | середня | член Партії регіонів             | тимчасово не працює                                                             |